# 埃尔夫拉戈
埃尔夫拉戈，是西班牙阿拉贡自治区萨拉戈萨省的一个市镇。 总面积34平方公里，总人口132人（2001年），人口密度4人/平方公里。